# Євгащино
Євгащино (рос. Евгащино) — село у Большереченському районі Омської області Російської Федерації.
Належить до муніципального утворення Євгащинське сільське поселення. Населення становить 1681 особа.

## Історія
Згідно із законом від 30 липня 2004 року органом місцевого самоврядування є Євгащинське сільське поселення.

## Населення
| 1926 | 1939  | 2002  | 2010  |
| ---- | ----- | ----- | ----- |
| 1303 | ↗2020 | ↗2062 | ↘1681 |